# Clay (New York)
Clay ist eine US-amerikanische Town im Onondaga County des Bundesstaats New York. Das U.S. Census Bureau hat bei der Volkszählung 2020 eine Einwohnerzahl von 60.527 ermittelt. Clay ist ein Vorort der Stadt Syracuse.

## Geografie
Die nördliche Stadtgrenze ist die Grenze von Oswego County, markiert durch den Oneida River. Der Seneca River markiert die westliche Stadtgrenze. Diese beiden Flüsse münden in den Oswego River in der Nähe der Gemeinde Three Rivers. Der renovierte Eriekanal folgt den Flüssen um die Grenze von Clay.
Die New York State Route 31 führt durch die Town.

## Geschichte
Vor der Besiedlung durch die Europäer war Clay von der Onondaga Nation, einem Teil der Irokesenkonföderation, bewohnt, von deren Nachkommen einige noch heute in der Gegend leben. Clay lag innerhalb des Central New York Military Tract. Die Town wurde erstmals um 1791 von Europäern besiedelt und war zuvor als West Cicero bekannt. Die Town Clay wurde 1827 aus der Town Cicero, einem der ursprünglichen Townships des Militärtrakts, gebildet.

## Demografie
Nach einer Schätzung von 2019 leben in Clay 59.250 Menschen. Die Bevölkerung teilt sich auf in 87,9 % Weiße, 5,4 % Afroamerikaner, 0,2 % amerikanische Ureinwohner, 2,3 % Asiaten und 3,9 % mit zwei oder mehr Ethnizitäten. Hispanics oder Latinos aller Ethnien machten 3,1 % der Bevölkerung von Clay aus. Das mittlere Haushaltseinkommen lag 2019 bei 72.214 US-Dollar und die Armutsquote bei 7,9 %.